# 符溪镇
符溪镇，是中华人民共和国四川省乐山市峨眉山市下辖的一个乡镇级行政单位。

## 行政区划
符溪镇下辖以下地区：
径山社区、新乐村、天宫村、菜场村、符溪村、符泉村、符平村、黑桥村、汪坪村、明星村、雷场村、澜凼村、战斗村、友谊村、钢铁村和丰收村。